# Apoho
Apoho is een bestuurslaag in het regentschap Bengkulu Utara van de provincie Bengkulu, Indonesië. Apoho telt 214 inwoners (volkstelling 2010).